# (21817) Yingling
(21817) Yingling (1999 TG32) – planetoida z grupy pasa głównego asteroid okrążająca Słońce w ciągu 4,34 lat w średniej odległości 2,66 j.a. Odkryta 4 października 1999 roku.